# Aldo Novarese
Aldo Novarese (Pontestura Monferrato, 19 juni 1920 - Turijn, 16 september 1995) was een beroemd Italiaans letterontwerper.
Novarese werd geboren in 1920 in Pontestura, een klein stadje in de Italiaanse regio Monferrato. Het gezin verhuisde naar Turijn, en reeds in 1930 bezocht Aldo de Scuola Artieri Stampatori (School voor drukkunsten). Hij leerde van Francesco Menyey houtsnedes, kopergravures en lithografieën maken. Hierna volgde hij drie jaar de Turijnse 'Scuola di Tipografica Giuseppe Vigliardi Paravia' voor specialistische typografen. Sinds 1935 kreeg hij avondles van Alessandro Butti.
Reeds op zestienjarige leeftijd ging Aldo als grafisch ontwerper te werk bij letteruitgeverij Nebiolo in Turijn. Nebiolo was sinds de veertiende eeuw de voornaamste lettergieterij en drukmachinefabriek van Italië.
In 1939 werd Novarese gevangengezet vanwege ontduiking van de dienstplicht, maar werd gespaard van de strafarbeid vanwege de onderscheiding die hij in 1938 had gewonnen op de Ludo Juveniles kunst competitie. Voorts verdiende hij een gouden medaille op de Milaanse handelsbeurs. Hij keerde na de oorlog in 1952 terug bij Nebiolo en werd artdirector. Van 1950 tot 1958 gaf hij naast zijn vaste werk les in grafisch ontwerpen aan de 'Scuola di Tipografica Paravia'. In 1956 bracht Novarese een lettertype uit, waarop zoveel lof werd geuit door grote instanties uit de typografische wereld, dat hij bij Nebiolo direct de functie Director kreeg benoemd.
Veel aandacht besteedde Novarese samen met leraar Alessandro Butti aan de lettertypes Microgramma, een lineair lettertype bestaande uit uitsluitend kapitalen, en de daarop voortgeborduurde Eurostile, met kleine letters.
Hij verliet Nebiolo in 1975 om freelance als letterontwerper te gaan werken, en in deze periode verwierf Novarese wereldwijde faam. Ook produceerde hij vele lettertypes voor uitgeverijen H. Berthold AG, Haas'sche Schriftgiesserei en International Typeface Corporation (ITC). Het werkte door tot zijn dood in 1995, en voltooide zijn laatste lettertype Agfa Nadianna.

## Lettertypes van Aldo Novarese
- Active
- Ambassador Script, Ambassador Script Alternate Capitals
- Andromeda (1978)
- Arbiter BQ (1989)
- Augustea Open, EF Augustea Open (1951)
- Avenir
- Basilar
- Belizio (1955)
- Central
- Cigno (1954)
- Colossalis BE (1984), Colossalis BQ, Colossalis Pro
- Continental
- Dattilo (1974)
- Delta (1968)
- Duplex
- Egizio (1953-56), Egizio Condensed (1958), Linotype Egizio Condensed, EF Egizio Condensed, Egizio URW
- Elite (1968)
- Equator
- Estro (Profonts, 1961)
- Eurostile (1962), Eurostile (URW), Eurostile Condensed (1962), Eurostile Heavy (1964)
- Evidens
- Expert (1981-83)
- EF Feder Fraktur (1980)
- ITC Fenice (1977-80), ITC Fenice (EF)
- Floreal (1980)
- Fontanesi (1951-54)
- Forma (1966)
- Garaldus (1956)
- Juliet (1954-55)
- Landi Linear (1942)
- Lapidar (1977)
- Lutetia
- Magister (1966)
- Metropol (1967)
- Microgramma EF (met A. Butti, 1952), Microgramma Extended, Linotype Microgramma Medium Extended, EF Microgramma Medium Extended
- Mixage (1977), ITC Mixage Book (1980), ITC Mixage Book (EF), ITC Mixage Book (Linotype), ITC Mixage Medium, ITC Mixage Medium (EF), ITC Mixage Medium (Linotype)
- Agfa Nadianne, Agfa Nadianne Condensed
- NewUncial
- Nova Augustea (1951)
- ITC Novarese (1978), ITC Novarese Book, ITC Novarese (EF)
- Orbital
- Oscar (1966)
- Patrizia
- Press Gothic (1967)
- Primate
- Projet
- Recta (1958-61)
- Regista
- Relief
- Ritmo (1955)
- Ronda
- Signe
- Sintex 1 (1973)
- Slogan (1957)
- Sport
- Sprint (1974)
- Square 721
- Stand
- Stop (1971), MN Stop, EF Stop, Stop (URW)
- Stretto (1973)
- ITC Symbol (1982-84), ITC Symbol (EF), ITC Symbol Medium (EF)
- Visual